# 音樂劇

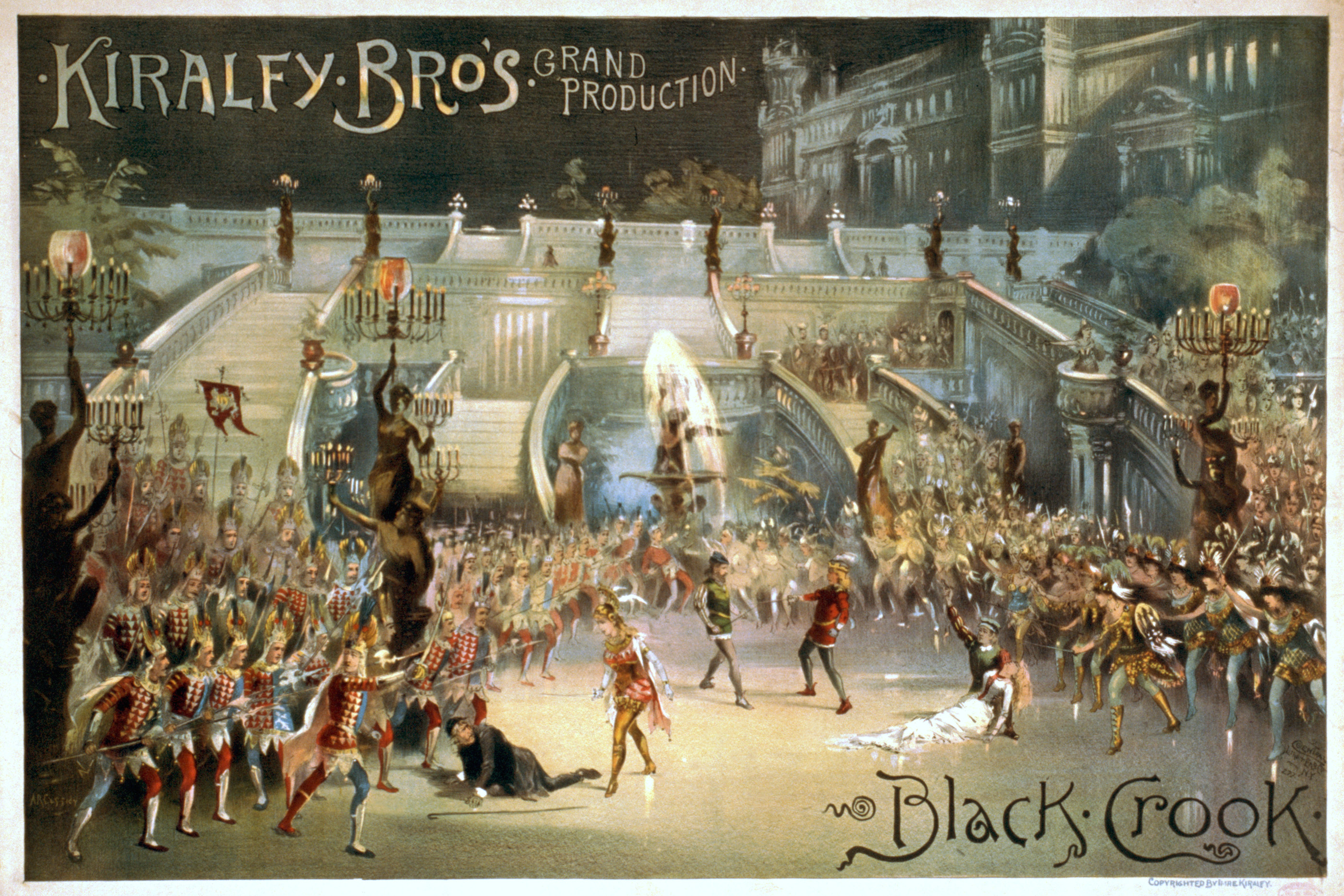
《The Black Crook》（1866年），有些歷史學者認為這是第一部音樂劇

音樂劇或乐剧（英語：Musical theater，簡稱），早期譯稱為歌舞劇，還有官方曾譯百老匯輕歌劇。是音樂、歌曲、舞蹈、戲劇、雜耍、特技和綜藝結合的一種戲劇表演。它以幽默、諷刺、感傷、愛情、憤怒等情感引发剧情，再通过演員的語言、音樂、動作以及固定的演繹傳達給觀衆。雖然音樂劇和歌劇、舞劇、話劇等舞台表演形式有相似之處，但它的獨特之處在於：它對歌曲、對白、肢體動作、表演等等因素給予同樣的重視。一些著名的音乐剧包括：奥克拉荷马、真善美、西城故事、悲惨世界、貓、歌剧魅影以及羅密歐與茱麗葉等。
音樂劇在全世界各地都有上演，但演出最頻密的地方是美國紐約市的百老匯和英國的倫敦西區。因此百老匯音樂劇這個稱謂可以指在百老匯地區上演的音樂劇，又往往可是泛指所有近似百老匯風格的音樂劇。而习惯上称呼为音乐剧的戏剧，多是指西方音乐剧。

## 特色及結構

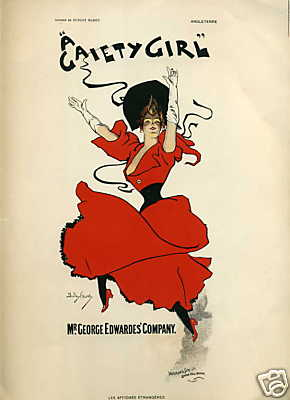
《A Gaiety Girl》（1893年）是其中一部熱門的音樂劇

音樂劇的文本由以下幾個部份組成：音樂的部份稱為樂譜（score）、歌唱的字句稱為歌詞（lyrics）、對白的字句稱為劇本（script）。有時音樂劇也會沿用歌劇裏面的稱謂，將歌詞和劇本統稱為曲本（libretto）。
音樂劇的長度並沒有固定標準，但大多數音樂劇的長度都介乎兩小時至三小時之間。通常分為兩幕，中間有中場休息。如果將歌曲的重覆和背景音樂計算在內，一齣完整的音樂劇通常包含二十至三十首曲。
音樂劇普遍比歌劇有更多舞蹈的成份，早期的音樂劇甚至是沒有劇本的歌舞表演。雖然著名的歌劇作曲家華格纳（Richard Wagner）在十九世紀中期已經提出整體藝術，認為音樂和戲劇應融合為一。但在華格納的樂劇（music drama）裏面音樂依然是主導，相比之下，音樂劇裏戲劇、舞蹈的成份更重要。
音樂劇擅於以音樂和舞蹈表達人物的情感、故事的發展和戲劇的衝突，有時語言無法表達的強烈情感，可以利用音樂和舞蹈表達。在戲劇表達的形式上，音樂劇是屬於表現主義的。

### 音樂劇與歌劇之比較
音樂劇的劇場形式和歌劇十分相近，但兩者通常能靠著許多不同的元素來辨別。音樂劇通常更注重於對白(過度的對白，形成半歌劇 Semiopera 的現象。也有從頭到尾都是歌曲的音樂劇，如《巴黎聖母院》，而有些歌劇也含有獨立歌曲之外的口白)、舞蹈、和大量運用流行樂曲的特色。這樣的不同特色也體現在對演員的要求上:歌劇的表演者通常會被要求歌優於演，也很少會被要求有舞蹈能力，然而音樂劇表演者則是通常被要求演優於歌，並需要有舞蹈能力。
和歌劇另一處不同的元素是，音樂劇經常運用一些不同類型的流行音樂以及流行音樂的樂器編制；在音樂劇裏面可以容許出現沒有音樂伴奏的對白、搖滾樂、流行音樂、輕歌劇、爵士等樂曲形式；而音樂劇裏面亦沒有運用歌劇的一些傳統，例如沒有了宣敘調和詠嘆調的區分，歌唱的方法也不一定是美聲唱法。但音樂劇和歌劇的區分界線仍然有不少學者爭議，例如蓋希文（Gershwin）作曲的波吉和貝絲（Porgy and Bess）就曾同時被人稱作歌劇、民謠歌劇（Folk Opera）和音樂劇，一些音樂劇如悲慘世界是從頭到尾都有音樂伴奏。

### 音樂劇與歌舞片
很多音樂劇後來又被改編為歌舞片，而劇場版本和電影版本並不一定完全相同，因為劇場擅長於場面調度和較為抽象的表達形式，利用觀眾的想像去幻想故事發生的環境，而電影則擅長於實景的拍攝和鏡頭剪接的運用。西城故事（West Side Story）是其中一個將舞台版本成功改編為電影版本的音樂劇，在橫街小巷取景，開創了後來很多音樂電影的先河。亦有歌舞片移植為音樂劇的例子，例如萬花嬉春（Singing in the Rain）是先有歌舞片，後來才被改編成音樂劇。

## 西方音乐剧的歷史
西方音乐剧的前身可以追溯至古希腊戏剧，后者于公元前 5 世纪前后将音乐和舞蹈融入了舞台表演。 然而，古希腊戏剧的音乐已经失传，故对后世的音乐剧发展影响甚微。 在 12 世纪和 13 世纪宗教戏剧中，演员团体常使用户外花车（即轮式舞台）来分段讲述故事。诗歌形式的对白有时会与散文形式交替出现，而礼拜圣歌也逐渐被新的旋律所取代。
文艺复兴时期，欧洲出现了两种新兴的戏剧形式，分别为意大利即兴喜剧和喜歌剧。它们均被视为音乐剧的前身。在英国，伊丽莎白时期和詹姆斯时期的戏剧常包含音乐， 一些简短的音乐表演也被纳入晚间戏剧娱乐活动之中。 都铎王朝时期发展起来的宫廷假面剧融合了音乐、舞蹈、歌唱和表演，并且通常有着昂贵的服装造型和复杂的剧场设计。 这些假面剧后来发展为了英国歌剧。 与此同时，17 世纪的法国剧作家莫里哀将他的几部滑稽喜剧改编为了包含歌曲和舞蹈的音乐娱乐节目。这些作品曾短暂影响英国歌剧。
现代西方音樂劇起源可以追溯到十九世紀的輕歌劇、綜藝秀和黑人劇。
19世紀出現的輕歌劇被視為音樂劇的前身，與歌劇不同，輕歌劇出現在中產階級崛起之後、故事內容通常相較通俗、符合一般大眾口味，因而迅速傳開成為平民娛樂。
初期的音樂劇並沒有固定劇本，甚至包含了雜技、馬戲、等等元素。20世紀初，歌舞大王齊格飛將法國的歌廳秀引入美國，齊格飛富麗詩秀以華麗富緻的服裝與布景聞名，將製作人佛倫斯齊格飛二世推上百老匯頂端。而美國戲劇音樂之父傑洛姆柯恩所製作的一系列「公主劇場」、以美國式的童話、引人憐愛的的女主角等特色將音樂劇場推向更精緻的藝術產業。
1927年、兩人與編劇奧斯卡·漢姆斯坦二世合作推出音樂劇史上重要的分水嶺作品演藝船（又譯畫舫璇宫）。在此劇以嚴肅、有深度的劇情震懾觀眾之後，創作者意識到文本的力量，全本音樂劇(Book Musical)也正式成為主流，音樂劇則自此開始踏入它的黃金歲月(1940-1960)。理查羅傑斯(Richard Rodgers)與奧斯卡·漢姆斯坦二世兩人合作推出大量高品質的作品，奠定了百老匯音樂劇的蓬勃產業與高藝術標準，同時也打破了詞曲皆由同一人完成的模式，建立了作詞、作曲曲分工的合作楷模。
直至1960年代電影和電視普及之前，音樂劇一直是最受美國人歡迎的娛樂和演藝形式，1960年代後，搖滾樂也慢慢融入成為百老匯音樂的一環。1980年代以後，英國倫敦西區（West End）的音樂劇演出蓬勃，已經追上百老匯的盛況。以麥金塔製作人與迪士尼企業推出的一系列巨型商業製作為引領、西方音樂劇開始向全世界推廣，各地開始也效仿紛紛製作起自己語言的現代音樂劇、如法文音樂劇《悲慘世界》（後改編為英文版，曾在百老匯演出）、《星夢》、《巴黎圣母院》、《羅密歐與茱麗葉》、《小王子》等等。
而隨著英國和美國的音樂劇經常在世界各地巡迴演出、與影音光碟的外銷，音樂劇也開始在日本、南韓、中國大陸、新加坡等亞洲地區流行。參見亞洲的音樂劇。

## 著名音樂劇工作者

### 作曲家
1. 喬治·蓋希文 （George Gershwin）
2. 理察·羅傑斯 （Richard Rodgers）
3. 倫納德·伯恩斯坦 （Leonard Bernstein）
4. 史蒂芬·桑坦 （Stephen Sondheim）
5. 安德魯·洛伊·韋伯 （Andrew Lloyd Webber）
6. 克勞德-米歇爾·勳伯格 （Claude-Michel Schoenberg）
7. 法蘭克·懷德恩  (Frank Wildhorn)

### 文本/作詞
1. 奧斯卡·哈麥斯坦二世 （Oscar Hammerstein II）
2. 史蒂芬·桑坦 （Stephen Sondheim）
3. 阿蘭·鲍伯利 （Alain Boublil）
4. Luc Plamondon
5. 提姆·萊斯 （Tim rice）

### 製作人
1. 佛羅瑞茲·齊格菲（英语：Florenz Ziegfeld, Jr.） （Florenz Ziegfried）
2. 卡梅倫·麥金塔 （Cameron Mackintosh）

## 著名音樂劇
- A
  1. 刺殺 (音樂劇)（英语：Assassins (musical)）（Assassins）
  2. Q大道（Avenue Q）
  3. 海上情緣（Anything Goes）
- B
  1. 美女與野獸（Beauty and the Beast）
  2. 舞動人生（Billy Elliot）
  3. 兄弟情仇（英语：Blood Brothers (musical)）（Blood Brothers）
  4. 摩門之書（The Book of Mormon）
  5. 澳洲之子（The Boy from Oz）
- C
  1. 貓（Cats）
  2. 酒店（Cabaret）
  3. 棋王（Chess）
  4. 天上人間（Carousel）
  5. 芝加哥（Chicago!）
  6. 歌舞線上（A Chorus Line）
  7. 夥伴們（Company）
  8. 基督山伯爵 (音樂劇)（英语：The Count of Monte Cristo (Wildhorn musical)）（The Count of Monte Cristo）
  9. 為你瘋狂（Crazy for You）
- D
  1. 親愛的艾文・漢森（Dear Evan Hansen）
  2. 德古拉(音樂劇)（英语：Dracula, the Musical）（Dracula）
- E
  1. 伊莉莎白（Elisabeth）
  2. 貝隆夫人（Evita）
- F
  1. 屋頂上的提琴手（The Fiddler On The Roof）
- G
  1. 油脂（Grease，又譯：火爆浪子）
  2. 红男绿女（Guys and Dolls）
- H
  1. 越战毛髮（Hair）
  2. 平步青雲（How To Succeed In Business Without Really Trying）
  3. 迪士尼-鐘樓怪人（Hunchback of Notre Dame）
  4. 漢密爾頓（Hamilton）
- I
  1. 拜訪森林（Into the Woods）
  2. 身在高地（In The Heights）
- J
  1. 變身怪醫（Jekyll and Hyde，又譯：傑基爾與海德）
  2. 四季男孩（Jersey Boys）
  3. 耶穌基督超級巨星（Jesus Christ the Superstar，又譯：萬世巨星）
  4. 約瑟夫的神奇彩衣（Joseph and the Amazing Technicolor Dreamcoat）
- K
  1. 國王與我（The King And I）
  2. 長靴妖姬（Kinky Boots）
- L
  1. 獅子王（The Lion King）
  2. 小王子 (音樂劇)（Le Petit Prince）
  3. 歌劇魅影續集:真愛不滅（Love Never Dies（英语：Love Never Dies (musical)））
- M
  1. 媽媽咪呀！（Mamma Mia!）
  2. 唐吉訶德(Man of la Mancha，又譯：夢幻騎士/武士英魂）
  3. 曼菲斯(音樂劇)（英语：Memphis (musical)）（Memphis）
  4. 悲慘世界（Les Misérables，又譯：孤星淚）
  5. 西貢小姐（Miss Saigon）
  6. 窈窕淑女（My Fair Lady）
  7. 搖滾莫札特（Mozart l'Opera Rock）
  8. 莫札特！（Mozart!）
- N
  1. 近乎正常（Next to Normal, 又譯：非常家事經）
  2. 鐘樓怪人（Notre Dame de Paris，又譯：巴黎聖母院））
  3. 報業神童（Newsies（英语：Newsies (musical)））
  4. 華麗年代（Nine）
- O
  1. 俄荷拉馬（Oklahoma!，又譯：奧克拉荷馬）
  2. 一奏傾情（Once）
- P
  1. 太平洋序曲（Pacific Overture）
  2. 歌劇魅影（The Phantom of the Opera，又譯：歌聲魅影）
  3. 波吉和貝絲（Porgy and Bess，又譯：乞丐與蕩婦）
  4. 金牌製作人（The Producer）
  5. 丕平正傳（Pippin）
- R
  1. 吉屋出租（Rent）
  2. 羅密歐與茱麗葉（Roméo et Juliette）
  3. 太陽王（Le Roi Soleil）
- S
  1. 萬花嬉春（Singing in the Rain）
  2. 畫舫璇宮（Showboat）
  3. 真善美（The Sound of Music, 又譯：仙樂飄飄處處聞）
  4. 南太平洋（South Pacific（英语：South Pacific (musical)））
  5. 春光乍現（Spring Awakening（英语：Spring Awakening (musical)））
  6. 與佐治在公園的星期天（Sunday in the Park with George，又譯：喬治修蘭的故事 / 點點隔世情）
  7. 瘋狂理髮師（Sweeney Todd，又譯：理髮師陶德）
  8. 史瑞克（Shrek）
  9. 六位王后（英语：Six (musical)）（Six）
- T
  1. 吸血鬼之舞（Tanz der Vampire / Dance of the Vampires（英语：Dance of the Vampires））
- W
  1. 西城故事（West Side Story，又譯：西区故事）
  2. 女巫前傳（Wicked）
  3. 绿野仙踪（The Wizard of Oz）

## 亞洲的音樂劇
據香港七十年代的雜誌《南極星》記載，香港最早的原創音樂劇是潘迪華1972年製作的[白孃孃] 。一九八零年香港話劇團曾演出翻譯成廣東話的百老匯音樂劇《夢斷城西》。此後越來越多團體製作音樂劇，比較著名的有雪狼湖、遇上1941的女孩、邊城、四川好人、一屋寶貝等等，而同時兼顧翻譯和原創音樂劇的藝團音樂劇作 （页面存档备份，存于）於2009年成立。台灣第一部原創音樂劇為郭芝苑的阿三哥出馬。1987年由李泰祥作曲、三毛改編劇本的《棋王》，爾後有綠光劇團與果陀劇團相繼推出《領帶與高跟鞋》《大鼻子情聖西哈諾》等一系列音樂劇，大風劇場，嵐創作體，音樂時代劇場之「台灣三部曲」，耀演(現為躍演)，刺點創作工坊，天作之合劇場，瘋戲樂工作室，A劇團，C'musical，安徒生和莫札特的創意（AM創意），唱歌集音樂劇場等團體皆為台灣音樂劇劇團。
中國在改革開放之後，亦越來越多音樂劇上演。

### 中国大陸的音乐剧
1. 蝶
2. 金沙
3. 我的遗愿清单
4. 阿尔兹记忆的爱情
5. 虎门销烟
6. 聂小倩与宁采臣

### 香港的音樂劇
1. 雪狼湖
2. 遇上1941的女孩 外部連結 （页面存档备份，存于）
3. 邊城 外部連結 （页面存档备份，存于）
4. 四川好人 外部連結 （页面存档备份，存于）
5. 白蛇新傳 外部連結 （页面存档备份，存于）
6. 一屋寶貝 外部連結 （页面存档备份，存于）
7. 雪后 外部連結 （页面存档备份，存于）
8. 車你好冇 外部連結 （页面存档备份，存于）
9. 聊齋新誌
10. 城寨風情
11. 一期一會
12. 你咪理．我愛你．死未
13. 拉硬柴的夢遊騎士(武士英魂)
14. 流浪在彩色街頭
15. 潮州姑爺 外部連結 （页面存档备份，存于）
16. 夢傳說
17. 頂頭鎚
18. 奇幻聖誕夜
19. 家庭保衛隊
20. 2月14
21. 酸酸甜甜香港地
22. 播音情人
23. 窈窕淑女
24. 真係阿姐
25. 古蹟校園2052！
26. 濃情集．成長的樂章 （页面存档备份，存于） (2021)
27. 蒲公英女孩 （页面存档备份，存于） (2021)
28. 夢想期限tick, tick…BOOM! （页面存档备份，存于） (2018)
29. Songs for a New World （页面存档备份，存于） (2016)
30. 貝貝的文字冒險 （页面存档备份，存于） (2015, 2017)
31. Show名係最難諗㗎！ （页面存档备份，存于） ([title of show]) (2015)
32. 沒有人造衛星相撞的夜空 （页面存档备份，存于） (2014, 2016)
33. 邊緣戀曲 （页面存档备份，存于） (Edges) (2012)
34. 囍帖街 （页面存档备份，存于） (2011)
35. 那時...愛你...快5年 （页面存档备份，存于） (The Last Five Years) (2007)
36. 三·八 (2025)

### 台灣的音樂劇
1. 大鼻子情聖：西哈諾
2. 吻我吧，娜娜
3. 地下鐵
4. 幸運兒
5. 向左走向右走
6. 情盡夜上海
7. 跑路天使
8. 魔笛狂想
9. 梁祝
10. 美好的人生
11. 金蕉歲月
12. 新龜兔賽跑
13. 宅男的異想世界
14. 老鼠娶親
15. 木蘭少女
16. 四月望雨
17. 隔壁親家
18. 渭水春風
19. 世紀回眸【宋美齡】
20. 阿隆的苦戀歌
21. Daylight
22. 喜樂社區
23. 東區卡門
24. 重返熱蘭遮
25. 我是油彩的化身
26. 山海經傳
27. 領帶與高跟鞋
28. 天堂邊緣
29. 下午，美術館裡的四個人
30. MRT
31. 林克的冒險
32. Book不可交易
33. 受不了，我就是瘦不了
34. 懷疑愛症候群
35. 釧兒
36. 黑膠男孩
37. 寂寞瑪奇朵
38. 再一次，夢想
39. Misplace 第三個願望
40. SHOT
41. 幕後傳奇-苦魯人生
42. 怪物
43. 家.書
44. 跟著阿嬤去旅行
45. 彼得潘遊戲
46. 不讀書俱樂部
47. 有問題嗎，愛麗絲？
48. 最美的一天
49. 尋找三藏
50. 阿卡的兒歌大冒險
51. 妳的側臉
52. 新社員
53. 利維坦2.0
54. 茉娘
55. 九桃
56. 小太陽：一個家的音樂劇
57. 傾城記
58. 忘記親一下
59. 飲食男女
60. 紐約台客
61. 我的媽媽是ENY?
62. 琴島一號
63. 台灣有個好萊塢
64. 分手快樂
65. 雨港基隆
66. 勸世三姊妹
67. 台北大空襲
68. 老男孩
69. 神明便利商店
70. 我在詐騙公司上班
71. 仲夏夜汁夢
72. 墜落之前
73. 是誰偷走我的字

### 韓國的音樂劇
1. 地鐵一號線
2. 大長今
3. 明成皇后
4. 道林格雷（Dorian Gray）
5. 天國的眼淚
6. Trace U
7. MaMa Don't Cry（朝鲜语：마마 돈 크라이）
8. 曾勇敢的兄弟
9. 那些日子（朝鲜语：그날들）
10. 光化門戀歌
11. December
12. 死之讚美（Gloomy Day 19260804）
13. 我，娜塔莎和白驢
14. 小矮人們
15. Interview
16. SMOKE
17. 玛塔•哈里（英语：Mata Hari (Wildhorn musical)）（MATA HARI）
18. 也許是幸福結局（Maybe Happy Ending）
19. 令人討厭的松子的一生
20. 西便制 (서편제)

### 日本的音樂劇
1. SHOCK
2. 李香蘭
3. 異國之坵
4. 網球王子(此為近年日本非常紅火的漫畫所製作的音樂劇)
5. 黑執事舞台劇
6. 死神舞台劇│Bleach死神
7. 死亡筆記本（Death Note）
8. 刀劍亂舞 音樂劇

此外，日本著名的宝冢歌舞剧团也为日本音乐剧发展做出了贡献，其著名剧目有凡尔赛玫瑰（ベルサイユのばら）、伊丽莎白-爱与死的轮舞（エリザベート－爱と死の轮舞－）等。

### 马来西亚的音乐剧
由亚洲音乐剧制作有限公司制作 Asia Musical Production 
1. 释迦摩尼佛传
2. 天心月圆
3. 雪域上的光芒：文成公主
4. Kita

由木卡空间制作 Muka Space
1. Rasa Melaka 触动古城

## 歐洲的音樂劇
歐洲的音樂劇起源的非常早，甚至有文字記述以來就已出現。從吟遊詩、默劇到配上音樂的劇曲都有。而歐洲的作曲家很多都是出色的編劇。其中代表為：
英國：
- 威廉·莎士比亞系列：

1. 四大悲劇（奧賽羅、李爾王、麦可白和哈姆雷特）
2. 歷史系列（亨利八世、理查三世等）
3. 喜劇（皆大歡喜、威尼斯商人等）

- 蕭伯納系列

法國：
- 莫泊桑系列

- 維克多·雨果系列：

1. 悲慘世界

- 大仲馬系列：

1. 三劍客
2. 鐵面人

- 小仲馬：

1. 茶花女

德國(含普魯士時期)：
- 莫扎特：

1. 魔笛

義大利(含列國時期)
- 但丁：

1. 神曲

- 馬基維里
- 薄伽丘：

1. 十日談